# Kim Yong-gyu
Kim Yong-gyu (kor. 김용규; * 10. Dezember 1993) ist ein südkoreanischer Biathlet.
Kim Yong-gyu hatte seinen ersten internationalen Einsätze in Nové Město na Moravě, wo er bei den Sommerbiathlon-Weltmeisterschaften 2011 an den Start ging, 37. des Sprints wurde und im Verfolgungsrennen als überrundeter Läufer das Rennen nicht beenden konnte. Im Mixed-Staffelrennen wurde er Sechster. Es folgten Einsätze bei den Europameisterschaften 2012 in Osrblie, wo Kim im Sprint mit vier Schießfehlern wie im Einzel mit neun Fehlern 65. wurde. Es folgte die Teilnahme an den Weltmeisterschaften 2012 in Ruhpolding, wo er 120. des Einzels, 115. des Sprints und mit Jun Je-uk, Lee In-bok und Kim Jong-min in einer überrundeten Staffel 27. wurde.

## Biathlon-Weltcup-Platzierungen
Die Tabelle zeigt alle Platzierungen (je nach Austragungsjahr einschließlich Olympische Spiele und Weltmeisterschaften).
- 1.–3. Platz: Anzahl der Podiumsplatzierungen
- Top 10: Anzahl der Platzierungen unter den ersten zehn (einschließlich Podium)
- Punkteränge: Anzahl der Platzierungen innerhalb der Punkteränge (einschließlich Podium und Top 10)
- Starts: Anzahl gelaufener Rennen in der jeweiligen Disziplin
- Staffel: inklusive Mixed- und Single-Mixed-Staffeln

| Platzierung              | Einzel | Sprint | Verfolgung | Massenstart | Staffel | Gesamt |
| ------------------------ | ------ | ------ | ---------- | ----------- | ------- | ------ |
| 1. Platz                 |        |        |            |             |         |        |
| 2. Platz                 |        |        |            |             |         |        |
| 3. Platz                 |        |        |            |             |         |        |
| Top 10                   |        |        |            |             |         |        |
| Punkteränge              |        |        |            |             | 36      | 36     |
| Starts                   | 7      | 23     |            |             | 37      | 67     |
| Stand: 31. Dezember 2021 |        |        |            |             |         |        |